# Galepsus aberrans
Galepsus aberrans es una especie de mantis de la familia Tarachodidae.

## Distribución geográfica
Se encuentra en Namibia.